# Nazionale maschile di calcio della Corea del Sud
La nazionale di calcio della Corea del Sud (대한민국 축구 국가대표팀 in coreano) è la squadra calcistica nazionale della Corea del Sud ed è posta sotto l'egida della federazione calcistica sudcoreana.
La Corea del Sud è la squadra asiatica che ha ottenuto più successi da quando debuttò alle Olimpiadi del 1948. Dagli anni 1960 si è imposta come una delle migliori nazionali della Asian Football Confederation (AFC) e conta undici partecipazioni (record asiatico) alla fase finale del campionato del mondo, di cui dieci consecutive. È l'unica nazionale asiatica (cioè affiliata all'AFC) ad aver raggiunto la semifinale di un campionato del mondo, traguardo raggiunto nell'edizione 2002, co-ospitata con il Giappone. È stata la seconda nazionale non appartenente alla UEFA o alla CONMEBOL, dopo gli Stati Uniti nel 1930, a raggiungere questo risultato, eguagliato in seguito dal Marocco nel 2022.
Ha vinto 2 Coppe d'Asia (1956 e 1960), torneo in cui si è piazzata per 4 volte seconda (1972, 1980, 1988 e 2015) e 4 volte terza (1964, 2000, 2007 e 2011). Ha inoltre vinto 3 medaglie d'oro ai Giochi asiatici (1970, 1978 e 1986).
Nella classifica mondiale della FIFA, istituita nell'agosto 1993, il miglior piazzamento della Corea del Sud è il 17º posto del dicembre 1998, mentre il peggiore piazzamento è il 69º posto occupato dal novembre 2014 al gennaio 2015; la squadra occupa attualmente la 23ª posizione della graduatoria.

## Storia

### Dall'Ottocento al 1954
In Corea, nell'antichità, si praticava un gioco di palla chiamato chuk-guk, molto simile al calcio contemporaneo. I coreani conobbero per la prima volta la versione corrente del calcio nel 1882, quando gli inglesi giocarono una partita mentre il loro vascello sostava nel porto di Incheon. Nel 1921 si disputò il primo campionato nazionale sudcoreano e nel 1928 fu fondata la federazione calcistica sudcoreana allo scopo di diffondere e sviluppare il calcio in Corea. Nel 1941 il Governatore Generale di Corea impose la dissoluzione della federcalcio.
Durante i decenni del dominio coloniale giapponese il calcio contribuì ad alleviare le frustrazioni dei coreani oppressi e ad alimentare la speranza di liberazione. La Korea Football Association fu re-istituita nel 1948, con la creazione della Repubblica di Corea. Nello stesso anno la KFA divenne membro della FIFA, la federazione che governa il calcio internazionale.

### Dal 1954 agli anni 1970
La KFA si affiliò alla AFC (Confederazione di calcio asiatica) nel 1954. Si qualificò al campionato mondiale di Svizzera 1954, prima compagine asiatica a riuscire nell'impresa dopo le Indie orientali olandesi, che si qualificarono al campionato del mondo 1938. In terra elvetica la Corea del Sud perse per 9-0 contro l'Ungheria e per 7-0 contro la Turchia e fu eliminata.
Dalla seconda metà degli anni 1950 la Corea del Sud si affermò come una delle nazionali calcio più forti d'Asia. Nel 1956 prese parte alla prima Coppa d'Asia della storia. Dopo il pareggio contro i padroni di casa di Hong Kong, sconfisse Israele e Vietnam del Sud, aggiudicandosi così la competizione grazie al primo posto nel girone.
Nel 1960 ospitò e vinse nuovamente la Coppa d'Asia, grazie al primo posto nel girone con Israele, Taiwan e Vietnam del Sud. Nella Coppa d'Asia 1964 perse tutti gli incontri e fu eliminata al primo turno, mentre non si qualificò per l'edizione del 1968.
Nel 1972 i sudcoreani si piazzarono secondi, battuti in finale dall'Iran (2-1), mentre non si qualificarono all'edizione d 1976.

### Anni 1980
La massima serie del campionato sudcoreano di calcio, la K-League, fu istituita nel 1983 e fu la prima divisione professionistica di calcio in Asia. Il movimento calcistico nazionale ottenne dunque una spinta decisiva e negli anni 1980 il livello del calcio sudcoreano aumentò notevolmente. Ad oggi squadre di K-League come il Suwon Samsung Bluewings sono tra le compagini più titolate nelle competizioni continentali per club.
Nel 1980 la Corea del Sud ottenne nuovamente il secondo posto, battuta in finale dai padroni di casa del Kuwait (3-0). Nella Coppa d'Asia 1984 la nazionale deluse, perdendo due partite e pareggiandone due e venendo estromessa nella fase a gironi.
Dal 1986 la nazionale sudcoreana si è qualificata alla fase finale della Coppa del mondo per dieci volte consecutive, per un totale di undici partecipazioni al campionato del mondo.
La Corea del Sud tornò a disputare la fase finale del campionato mondiale proprio a Messico '86, dopo trentadue anni di assenza. Malgrado potesse schierare Cha Bum-kun, uno dei migliori calciatori asiatici dell'epoca, perse contro l'Argentina (3-1), poi pareggiò contro la Bulgaria (1-1) e perse di misura (3-2) contro i campioni del mondo in carica dell'Italia, venendo così eliminata al primo turno.
Nella Coppa d'Asia 1988 la Corea del Sud si piazzò seconda. Vinto il girone di prima fase con tre successi in altrettante partite, batté in semifinale la Cina (2-1) e in finale fu sconfitta dopo i tiri di rigore (4-3) dall'Arabia Saudita (0-0 dopo i tempi supplementari).

### Anni 1990

La formazione sudcoreana scesa in campo al debutto nel

La Corea del Sud iniziò gli anni 1990 con due delusioni. Qualificatasi al campionato mondiale di Italia 1990, perse tutte e tre le partite (2-0 contro il Belgio, 3-1 contro la Spagna e 1-0 contro l'Uruguay) e fu eliminata nuovamente al primo turno. Non riuscì poi a qualificarsi alla Coppa d'Asia 1992.
La nazionale sudcoreana ottenne poi la qualificazione al campionato del mondo di Stati Uniti 1994 al termine di un'eliminatoria asiatica molto combattuta. Nell'ottobre 1993 a Doha, in Qatar, i sudcoreani, pur battuti dal Giappone nello scontro diretto, la spuntarono per la migliore differenza reti e si piazzarono secondi nel girone finale dietro all'Arabia Saudita. Negli Stati Uniti la Corea del Sud sfiorò l'accesso agli ottavi di finale. Pareggiato il primo match contro la Spagna riacciuffandola sul punteggio di 2-2 negli ultimi cinque minuti di partita (gol di Hong Myung-bo e Seo Jung-won su assist dello stesso Hong Myung-bo), impattò (0-0) con la Bolivia e perse (3-2) contro la Germania una partita nella quale rimontò parzialmente lo svantaggio di tre gol con reti di Hwang Sun-hong e Hong Myung-bo (ambedue nella ripresa) e sfiorò più volte il pari.
Nella Coppa d'Asia 1996 la squadra sudcoreana ottenne un pari (1-1) contro gli Emirati Arabi Uniti padroni di casa, una vittoria (4-2) contro l'Indonesia e subì una sconfitta (2-0) contro il Kuwait, chiudendo il girone al terzo posto. Beneficiando del regolamento del torneo, che la premiò insieme con l'Iraq come una delle due migliori terze ed escluse la Siria, superò il turno, ma ai quarti di finale fu sconfitta per 6-2 dall'Iran, concedendo ben cinque gol nel secondo tempo.
Sulla panchina della nazionale subentrò la leggenda del calcio sudcoreano Cha Bum-kun, con l'obiettivo di qualificare la squadra alla Coppa del mondo di Francia 1998. L'obiettivo riuscì in modo convincente, ma la nazionale iniziò la fase finale del mondiale con una sconfitta per 3-1 contro il Messico e proseguì il proprio cammino in modo negativo, perdendo malamente (5-0) contro i Paesi Bassi. Il commissario tecnico Cha Bum-kun fu esonerato al termine del match e la squadra fu affidata a Kim Pyung-Seok, che ottenne un pareggio (1-1) contro il Belgio nell'ultima partita del girone.

### Anni 2000
Terminato il campionato mondiale di Francia, fu ingaggiato come CT Huh Jung-Moo, già alla guida della nazionale sudcoreana nel 1995. Qualificatasi alla Coppa d'Asia 2000 in Libano, la Corea del Sud raccolse un pari contro la Cina (2-2), una sconfitta contro il Kuwait (1-0) e una vittoria contro l'Indonesia (3-0). Ai quarti di finale eliminò l'Iran (2-1), ma in semifinale perse contro l'Arabia Saudita (2-1). Chiuse al terzo posto battendo la Cina (1-0) nella finale di consolazione.
Malgrado non avesse mai ottenuto una vittoria nella fase finale del campionato del mondo, la Corea del Sud si presentò ai nastri di partenza del campionato mondiale del 2002 con grandi aspettative ed entusiasmo, in quanto rappresentativa di uno dei due paesi ospitanti (e dunque qualificata d'ufficio). L'organizzazione della manifestazione insieme al Giappone fu un premio alla passione del popolo sudcoreano e al sempre più crescente interesse della nazione per il calcio.
Il campionato mondiale del 2002 mostrò segni evidenti dei rapidi progressi compiuti dal calcio sudcoreano. Guidata dall'allenatore olandese Guus Hiddink, la nazionale, seppur con controverse decisioni arbitrali a favore, riuscì ad aggiudicarsi il primo posto nel girone di prima fase, grazie alla vittoria contro la Polonia (2-0), al pareggio contro gli Stati Uniti (1-1) e al successo (1-0) contro un Portogallo ridotto in nove uomini ed eliminato a causa di quella sconfitta. Il tecnico olandese impartì ai propri calciatori una ferrea disciplina tattica, che, unita alla notevole condizione fisica, all'abilità nel pressing e nel gioco in velocità, fece della selezione asiatica una delle compagini più temibili del torneo. Hiddink adottò un modulo 3-5-2 duttile, che all'occasione si trasformava in un 4-3-3, schieramento prediletto dei tecnici olandesi. Lee Woon-jae era il portiere, in difesa giocavano Choi Jin-Cheul, Hong Myung-Bo e Kim Tae-Young; a centrocampo Song Chong-gug, Kim Nam-Il, Yoo Sang-Chul, Park Ji-sung (che però in pratica scalava in avanti diventando la terza punta) e Lee Young-Pyo; in attacco Ahn Jung-hwan e Seol Ki-Hyeon.

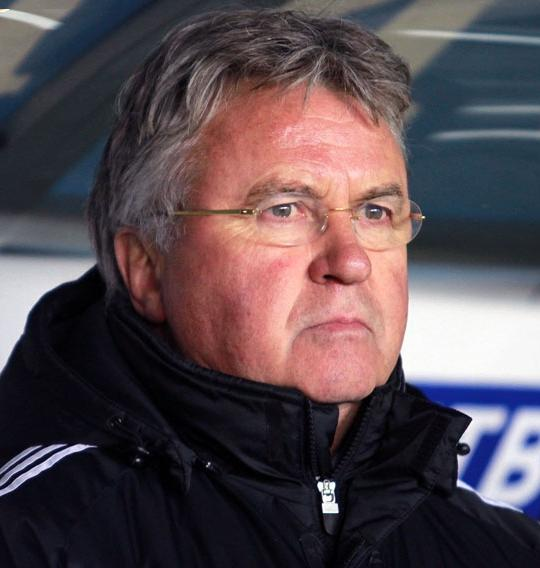
Guus Hiddink, CT della Corea del Sud quarta classificata al

Gli ottavi di finale opposero i padroni di casa all'Italia vice-campione d'Europa in carica, una delle favorite per la vittoria del mondiale. La Corea fallì un calcio di rigore con Ahn Jung-hwan dopo quattro minuti di gioco e andò in svantaggio (gol di Christian Vieri) al ventesimo, ma a due minuti dalla fine della partita Seol Ki-Hyeon realizzò il gol del pari, che prolungò l'incontro ai tempi supplementari, dove il golden goal di Ahn Jung-hwan mise fine alla sfida sul punteggio di 2-1, eliminando gli azzurri. La partita fu segnata dalle discusse decisioni del contestato arbitro ecuadoriano Byron Moreno (su tutte la discutibile espulsione di Francesco Totti per una presunta simulazione e il fischio che fermò Damiano Tommasi, solo con la palla davanti alla porta sudcoreana, per un presunto fuorigioco, poi rivelatosi del tutto inesistente). In generale i calciatori italiani ebbero l'impressione, sin dai primi minuti, di trovarsi di fronte un direttore di gara ostile e prevenuto nei loro riguardi. L'arbitraggio di Moreno fu oggetto di prolungate polemiche che mettevano addirittura in discussione l'imparzialità dell'organizzazione del torneo. Ad alimentare questi sospetti contribuirono, oltre a quanto accaduto durante la partita con l'Italia, anche altri episodi molto dibattuti delle precedenti partite, tra cui quella contro il Portogallo. Un'indagine condotta dalla FIFA non rilevò, tuttavia, alcun tentativo di illecito sportivo e dichiarò regolare lo svolgimento dell'ultima partita dell'Italia al mondiale.
Analoghe polemiche accompagnarono il quarto di finale tra Corea del Sud e Spagna: agli spagnoli furono inspiegabilmente annullati dall'arbitro egiziano Gamal Ghandour due gol regolari, uno nei 90 minuti e uno nei tempi supplementari (sarebbe stato il golden goal della vittoria), e la Corea poté dunque portare il match ai tiri di rigore, dove si impose per 5-3. Fu fatale l'errore al quarto tiro dal dischetto di Joaquín, che si fece parare il tiro da Lee Woon-jae dopo che la gara era finita a reti bianche. Le polemiche iberiche si aggiunsero così a quelle italiane, seguite all'incontro che aveva visto gli azzurri eliminati nel turno precedente. Molto dura fu anche la stampa: il quotidiano AS il giorno dopo titolò in prima pagina ¡ROBO! ("Furto!") Italia tenía razón ("L'Italia aveva ragione"), mentre El Mundo Deportivo, sulla stessa linea, scrisse Manos arriba ("Mani in alto"), elencando tutte le decisioni arbitrali pro-Corea.
La squadra del tecnico olandese raggiunse quindi la semifinale del mondiale, la prima per una nazionale asiatica. La FIFA, dopo gli errori arbitrali accaduti, decise per le semifinali e finali di chiamare direttori di gara europei di esperienza molto più lunga. La Corea del Sud perse quindi sia la semifinale contro la Germania (1-0) sia la finale per il terzo posto contro la Turchia (3-2), chiudendo con un prestigioso quarto posto. Il piazzamento diede nuova linfa all'entusiasmo per la nazionale e testimoniò la crescita del movimento calcistico dell'intera nazione.
Malgrado le pressioni, Hiddink fu irremovibile sulla decisione di abbandonare la nazionale dopo il mondiale. Al suo posto fu ingaggiato il portoghese Humberto Coelho, che condusse la squadra alla vittoria della prima edizione della Coppa dell'Asia orientale nel 2003. Dopo clamorose sconfitte contro Oman e Vietnam e uno 0-0 contro le Maldive, Coelho fu sollevato dall'incarico e rimpiazzato da Jo Bonfrère. Nella Coppa d'Asia 2004 la Corea del Sud fu eliminata ai quarti di finale dall'Iran e nella Coppa dell'Asia orientale 2005 chiuse ultima da paese ospitante.
Qualificatasi al campionato del mondo 2006 già nel giugno 2005, battendo il Kuwait 4-0 ad Al-Kuwait, a Germania 2006 uscì di scena al primo turno, a causa del terzo posto nel girone eliminatorio, avendo battuto per 2-1 il Togo, pareggiato 1-1 con la Francia e perso 2-0 con la Svizzera. Il tecnico olandese Dick Advocaat rassegnò le dimissioni, lasciando il posto al compatriota Pim Verbeek, in carica ufficialmente dall'agosto 2006. Verbeek aveva già lavorato per la nazionale sudcoreana sotto la gestione di Hiddink nel 2002.
Priva di giocatori chiave come Lee Young-Pyo, Park Ji-sung e Seol Ki-Hyeon, la Corea del Sud faticò nelle prime due partite della Coppa d'Asia 2007 (1-1 contro l'Arabia Saudita, sconfitta per 2-1 contro il Bahrein), ma una vittoria contro l'Indonesia (1-0) consentì alla squadra di qualificarsi ai quarti di finale, dove i sudcoreani batterono l'Iran per 4-2 ai tiri di rigore (0-0 dopo i tempi supplementari). In semifinale la Corea del Sud fu clamorosamente fermata sullo 0-0 e poi eliminata ai tiri di rigore (4-3) dall'Iraq, poi vincitore a sorpresa del torneo. Ottenne la consolazione del terzo posto battendo per 6-5 ai tiri di rigore il Giappone nella "finalina" (0-0 dopo i tempi supplementari).
Al termine del torneo Pim Verbeek, criticato perché la sua squadra era stata costretta a giungere ai rigori in ben tre partite di fila senza aver segnato un gol, lasciò l'incarico e fu sostituito dal rientrante Huh Jung-Moo, che divenne il primo CT sudcoreano della nazionale di casa dal 2000. Sotto la sua guida la Corea del Sud vinse la Coppa dell'Asia orientale 2008 e fece registrare una striscia di 27 partite consecutive senza sconfitte.

### Anni 2010
La formazione sudcoreana ottenne l'accesso al campionato mondiale 2010 in Sudafrica vincendo il proprio girone di qualificazione asiatico con 16 punti; con 7 vittorie e 7 pareggi i sudcoreani furono gli unici rimasti imbattuti nelle qualificazioni continentali. La Corea del Sud esordì alla fase finale di Sudafrica 2010 battendo la Grecia per 2-0, poi perse per 4-1 contro l'Argentina e pareggiò per 2-2 con la Nigeria, approdando agli ottavi di finale. Qui fu eliminata dall'Uruguay (1-2).

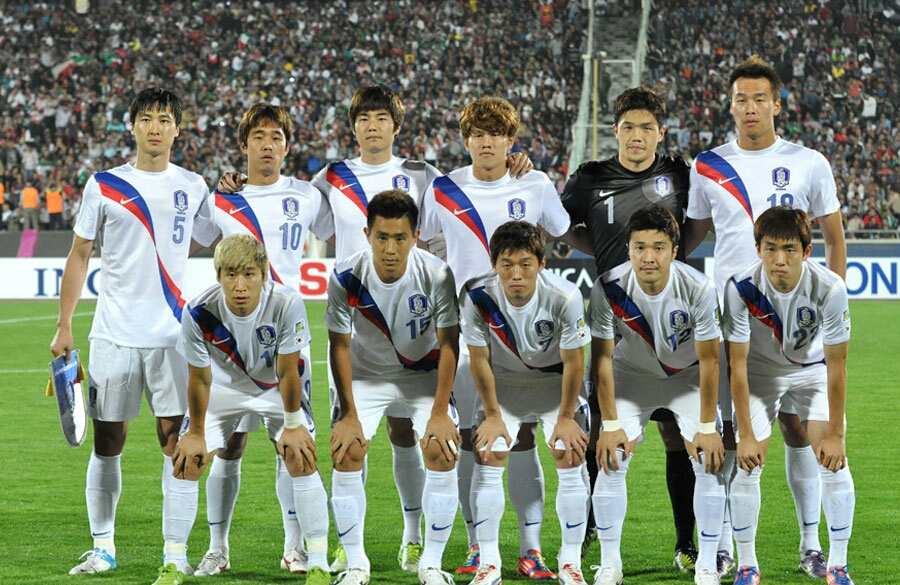
La formazione della Corea del Sud scesa in campo il 16 ottobre 2012 allo stadio Azadi di Teheran contro l' per le qualificazioni al

Il 2 luglio 2010 il selezionatore Huh Jung-Moo si dimise e fu sostituito, il 20 luglio, da Cho Kwang-Rae. Superato il girone di prima fase nella Coppa d'Asia 2011 al secondo posto dietro l'Australia (favorita dalla differenza reti), ai quarti di finale la Corea del Sud eliminò l'Iran (1-0) dopo i tempi supplementari, ma in semifinale si arrese al Giappone padrone di casa ai tiri di rigore (3-0 dopo il 2-2 dei tempi supplementari). Si piazzò terza nel torneo battendo per 3-2 l'Uzbekistan nella finale di consolazione. La squadra si aggiudicò il premio Fair Play FIFA e il suo centrocampista Koo Ja-Cheol fu capocannoniere del torneo con 5 gol.
Dopo la Coppa d'Asia 2011 calciatori simbolo come Park Ji-sung e Lee Young-Pyo abbandonarono la nazionale per sopraggiunti limiti di età e la nazionale accusò una crisi di risultati. Dopo nette sconfitte contro Giappone (3-0) e Libano a Beirut (1-2) Cho fu esonerato malgrado il 6-0 ottenuto in casa ancora contro il Libano e fu rimpiazzato da Choi Kang-Hee. Sotto la sua guida la squadra riuscì a ottenere una complicata qualificazione per il campionato del mondo 2014 grazie alla differenza reti.
Scaduto il contratto di Choi, sulla panchina della nazionale arrivò Hong Myung-Bo, ex capitano della squadra classificatasi quarta al mondiale 2002. Questi, che aveva guidato l'under-23 sudcoreana alla medaglia di bronzo alle Olimpiadi di Londra 2012, sedette in panchina durante il mondiale brasiliano del 2014, dove la Corea del Sud uscì al primo turno dopo un pari (1-1 contro la Russia) e due sconfitte (4-2 contro l'Algeria e 1-0 contro il Belgio) in tre partite.
Hong, aspramente criticato, si dimise e fu rimpiazzato dal tedesco Uli Stielike, nominato CT il 5 settembre 2014. Nel dicembre 2014 la squadra precipitò dal 57º al 69º posto della classifica mondiale della FIFA, peggiore posizione di sempre da quando (1993) il ranking fu istituito. La Corea del Sud ottenne poco dopo una vittoria (3-1) in amichevole contro il Venezuela, la prima dopo quasi nove mesi.
Grazie al terzo posto ottenuto nell'edizione del 2011, la Corea del Sud del CT Stielike fu ammessa d'ufficio alla Coppa d'Asia 2015. Con tre vittorie in tre partite vinse il girone di prima fase, lasciandosi alle spalle l'Australia padrona di casa. Battendo l'Uzbekistan dopo i tempi supplementari si qualificò per la semifinale per la decima volta nella storia (record continentale). Battuto per 2-0 l'Iraq, ebbe dunque accesso alla finale contro l'Australia, già battuta qualche giorno prima. Qui fu sconfitta per 2-1 dopo i tempi supplementari, subendo per altro solo in finale i primi gol nel torneo.
Nel secondo turno delle qualificazioni al campionato del mondo 2018 la Corea del Sud vinse i primi sette incontri, qualificandosi al terzo turno e ottenendo, nel gennaio 2016, l'accesso alla fase finale della Coppa d'Asia 2019. Nel giugno 2017 Stielike fu, tuttavia, esonerato a causa di una serie di risultati negativi al terzo turno (tra cui le sconfitte contro Cina e Qatar). Al suo posto subentrò, nel luglio 2017, Shin Tae-yong, l'allenatore della nazionale Under-20 sudcoreana, che con due pareggi senza reti contro Iran e Uzbekistan qualificò la Corea del Sud al campionato mondiale di Russia come seconda classificata del girone finale asiatico. In Russia, nel difficile girone con Germania, Messico e Svezia, i sudcoreani rimediarono due sconfitte per 1-0 contro Svezia e Messico nelle prime due partite. Nel terzo incontro, con le speranze di qualificazione agli ottavi di finale ridotte ormai al lumicino, batterono per 2-0 la Germania campione del mondo in carica grazie a due gol nei minuti finali di partita. Il successo fu inutile ai fini della qualificazione (sarebbe servita la contemporanea sconfitta della Svezia contro il Messico), ma estromise i tedeschi dal mondiale e consentì alla Corea del Sud di chiudere il girone al terzo posto, proprio davanti alla Germania. Per i tedeschi si trattò della prima eliminazione al primo turno nella storia del campionato del mondo.
Nel gennaio 2019 la selezione sudcoreana del CT Paulo Bento, subentrato nell'agosto 2018, si presentò come una delle favorite per la vittoria finale alla Coppa d'Asia 2019 negli Emirati Arabi Uniti. Vinto con autorevolezza il girone grazie a tre successi contro Filippine (1-0), Kirghizistan (1-0) e Cina (2-0), agli ottavi di finale eliminò il Bahrein (2-1) dopo i tempi supplementari, ma ai quarti di finale fu eliminata dal Qatar (1-0).
Nell'ottobre 2019 la Corea del Sud affrontò per la prima volta la Corea del Nord in gare ufficiali in casa di quest'ultima: la partita, svoltasi davanti a pochissimi ammessi senza diretta televisiva e valida per le qualificazioni al campionato del mondo 2022, terminò a reti bianche.

### Anni 2020
Centrata agevolmente la qualificazione al campionato del mondo 2022, in Qatar, la squadra esordì nella fase a gironi pareggiando senza reti contro l'Uruguay, poi perse per 2-3 contro il Ghana, ma riuscì a ottenere la qualificazione agli ottavi di finale da seconda nel girone battendo per 2-1 all'ultima giornata il Portogallo, già matematicamente qualificato. Agli ottavi di finale fu nettamente sconfitta per 1-4 dal Brasile ed eliminata.
Nel 2024 prende parte alla Coppa d'Asia. Nel girone pareggia per 2-2 contro la Giordania e per 3-3 contro la Malaysia e si qualifica come seconda classificata dietro al Bahrein, che batte per 3-1. Battuta l'Arabia Saudita per 4-2 ai tiri di rigore (1-1 dopo i tempi supplementari) agli ottavi, la Corea del Sud sconfigge in rimonta per 2-1 l'Australia dopo i tempi supplementari ai quarti di finale e affronta nuovamente la Giordania. Pur godendo dei favori del pronostico, viene eliminata dopo aver perso per 2-0, con i giordani che riescono a qualificarsi alla finale della Coppa d'Asia per la prima volta.

## Statistiche dettagliate sui tornei internazionali

### Mondiali
| Anno | Luogo                    | Piazzamento      | V | N | P | Gol  |
| ---- | ------------------------ | ---------------- | - | - | - | ---- |
| 1930 | Uruguay                  | Non partecipante | - | - | - | -    |
| 1934 | Italia                   | Non partecipante | - | - | - | -    |
| 1938 | Francia                  | Non partecipante | - | - | - | -    |
| 1950 | Brasile                  | Non partecipante | - | - | - | -    |
| 1954 | Svizzera                 | Primo turno      | 0 | 0 | 2 | 0:16 |
| 1958 | Svezia                   | Non iscritta     | - | - | - | -    |
| 1962 | Cile                     | Non qualificata  | - | - | - | -    |
| 1966 | Inghilterra              | Ritirata         | - | - | - | -    |
| 1970 | Messico                  | Non qualificata  | - | - | - | -    |
| 1974 | Germania                 | Non qualificata  | - | - | - | -    |
| 1978 | Argentina                | Non qualificata  | - | - | - | -    |
| 1982 | Spagna                   | Non qualificata  | - | - | - | -    |
| 1986 | Messico                  | Primo turno      | 0 | 1 | 2 | 4:7  |
| 1990 | Italia                   | Primo turno      | 0 | 0 | 3 | 1:6  |
| 1994 | Stati Uniti              | Primo turno      | 0 | 2 | 1 | 4:5  |
| 1998 | Francia                  | Primo turno      | 0 | 1 | 2 | 2:9  |
| 2002 | Corea del Sud / Giappone | Quarto posto     | 3 | 2 | 2 | 8:6  |
| 2006 | Germania                 | Primo turno      | 1 | 1 | 1 | 3:4  |
| 2010 | Sudafrica                | Ottavi di finale | 1 | 1 | 2 | 6:8  |
| 2014 | Brasile                  | Primo turno      | 0 | 1 | 2 | 3:6  |
| 2018 | Russia                   | Primo turno      | 1 | 0 | 2 | 3:3  |
| 2022 | Qatar                    | Ottavi di finale | 1 | 1 | 2 | 5:8  |

### Coppa d'Asia
| Anno | Luogo                                   | Piazzamento      | V | N | P | Gol   |
| ---- | --------------------------------------- | ---------------- | - | - | - | ----- |
| 1956 | Hong Kong                               | Campione         | 2 | 1 | 0 | 9:6   |
| 1960 | Corea del Sud                           | Campione         | 3 | 0 | 0 | 9:1   |
| 1964 | Israele                                 | Terzo posto      | 1 | 0 | 2 | 2:4   |
| 1968 | Iran                                    | Non qualificata  | - | - | - | -     |
| 1972 | Thailandia                              | Secondo posto    | 2 | 0 | 2 | 7:6   |
| 1976 | Iran                                    | Non qualificata  | - | - | - | -     |
| 1980 | Kuwait                                  | Secondo posto    | 4 | 0 | 2 | 12:6  |
| 1984 | Singapore                               | Primo turno      | 0 | 2 | 2 | 1:3   |
| 1988 | Qatar                                   | Secondo posto    | 5 | 0 | 1 | 14:7  |
| 1992 | Giappone                                | Non qualificata  | - | - | - | -     |
| 1996 | Emirati Arabi Uniti                     | Quarti di finale | 1 | 1 | 2 | 7:11  |
| 2000 | Libano                                  | Terzo posto      | 3 | 1 | 2 | 9:6   |
| 2004 | Cina                                    | Quarti di finale | 2 | 1 | 1 | 9:4   |
| 2007 | Indonesia/ Malaysia Thailandia/ Vietnam | Terzo posto      | 3 | 1 | 2 | 3:3   |
| 2011 | Qatar                                   | Terzo posto      | 4 | 1 | 1 | 13:7  |
| 2015 | Australia                               | Secondo posto    | 5 | 0 | 1 | 8:2   |
| 2019 | Emirati Arabi Uniti                     | Quarti di finale | 4 | 0 | 1 | 6:2   |
| 2023 | Qatar                                   | Semifinali       | 2 | 3 | 1 | 11:10 |

### Confederations Cup
| Anno | Luogo                    | Piazzamento     | V | N | P | Gol |
| ---- | ------------------------ | --------------- | - | - | - | --- |
| 1992 | Arabia Saudita           | Non qualificata | - | - | - | -   |
| 1995 | Arabia Saudita           | Non qualificata | - | - | - | -   |
| 1997 | Arabia Saudita           | Non qualificata | - | - | - | -   |
| 1999 | Messico                  | Non qualificata | - | - | - | -   |
| 2001 | Corea del Sud / Giappone | Primo turno     | 2 | 0 | 1 | 3:6 |
| 2003 | Francia                  | Non qualificata | - | - | - | -   |
| 2005 | Germania                 | Non qualificata | - | - | - | -   |
| 2009 | Sudafrica                | Non qualificata | - | - | - | -   |
| 2013 | Brasile                  | Non qualificata | - | - | - | -   |
| 2017 | Russia                   | Non qualificata | - | - | - | -   |

### Giochi olimpici
| Anno | Luogo  | Piazzamento      | V | N | P | Gol  |
| 1948 | Londra | Quarti di finale | 1 | 0 | 1 | 5:15 |
| ---- | ------ | ---------------- | - | - | - | ---- |

## Palmarès
- Coppa d'Asia: 2

1956, 1960

## Divise

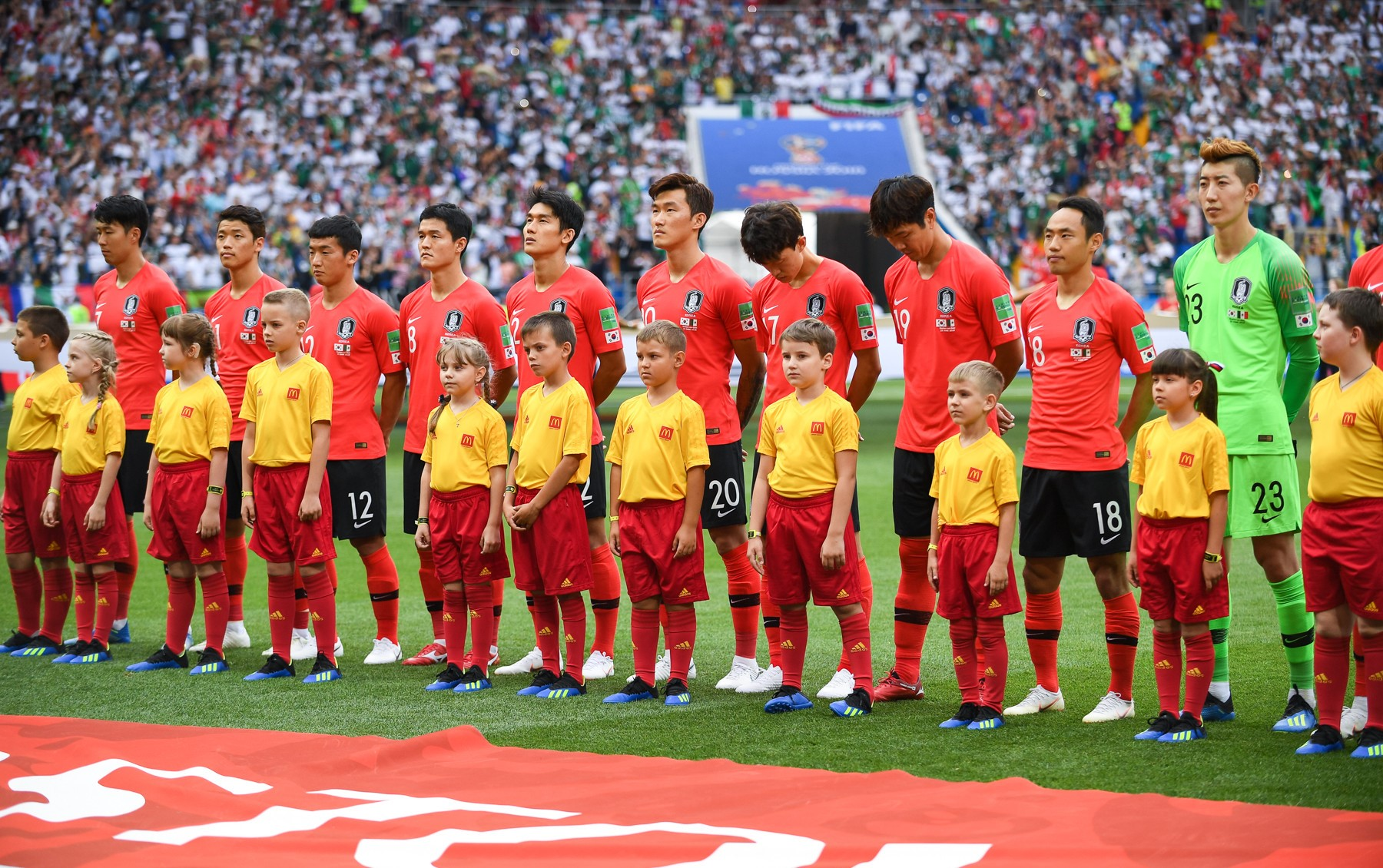
-Corea del Sud, 23 giugno 2018

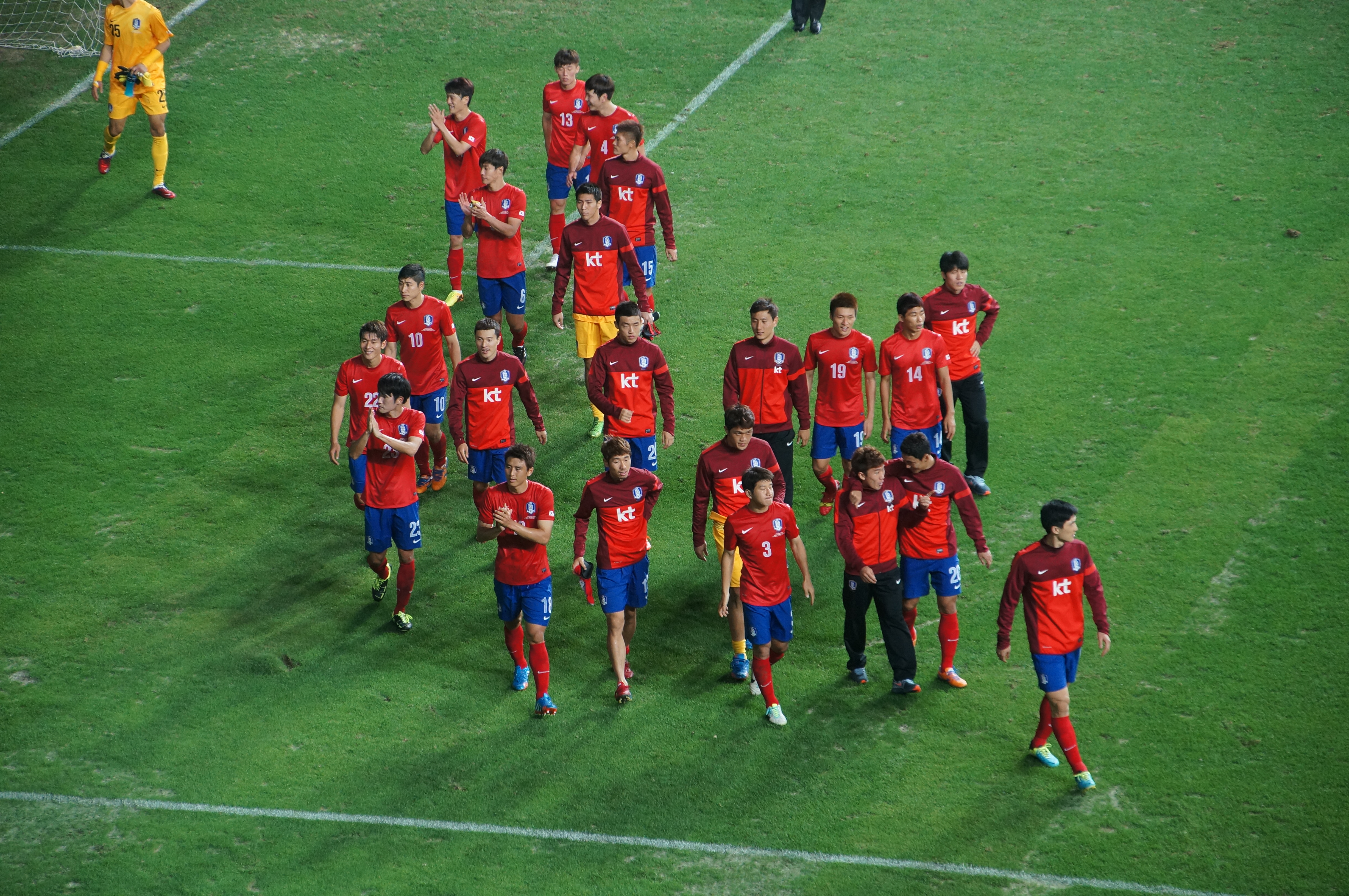
Corea del Sud-, 6 settembre 2013

### Primo completo
Con l'eccezione del campionato del mondo 1994 (in cui non usò la variante rossa della divisa dell'epoca usata nelle qualificazioni nell'anno precedente) e dei Giochi Asiatici del 1994 (in cui fu adottata una divisa blu o bianca), la Corea del Sud ha tradizionalmente indossato nella sua storia una maglia rossa, di solito affiancata da calzoncini blu, rossi o bianchi e calzettoni rossi o blu. Essendo il rosso il colore più identificativo della nazionale sudcoreana, sia la stampa locale che i tifosi danno alla nazionale il soprannome di "The Reds". Emblematico il caso del campionato del mondo 2002, in occasione del mondiale giocato in casa, quando molti tifosi coreani indossavano maglie, cappellini e sciarpe con la scritta "Be The Reds". Nel 1995 si costituirono i Red Devils, il club di tifosi ufficiale della nazionale della Corea del Sud.
|  | 1948–54 | 1954 | 1960 | 1961–68 | 1970–77 | 1977–79 | 1980-1983 |

| 1985-88 | 1988-89 | 1990 | 1992–93 | 1993 | 1994 | 1994–95 | 1995 |

| 1995–1996 | 1996–98 | 1998–02 | 2002–04 |

| 2010–12 | 2012–14 | 2014–16 | 2016– |

### Secondo completo
| 1954 | 1980 | 1985-88 | 1988-89 | 1990 | 1990 | 1992–93 | 1993–94 | 1994–95 | 1995 |

| 1995–1996 | 1996–98 | 1998–02 | 2002–04 | 2004–06 | 2006–08 | 2008–10 |

| 2010–12 | 2012–14 | 2014–16 | 2016– |

### Altre varianti
| 1994 | 1994 |

## Tutte le rose

### Mondiali
Coppa del Mondo FIFA 19541 Hong D.J., 2 Park K.C., 3 Park J.S., 4 Kang C.G., 5 Lee S.Y., 6 Min B.D., 7 Li S.N., 8 Choi C.M., 9 Woo S.K., 10 Sung N.W., 11 Chung N.S., 12 Ham H.C., 13 Li J.K., 14 Han C.W., 15 Kim J.S., 16 Chu Y.K., 17 Park I.K., 18 Choi Y.K., 19 Lee K.J., 20 Chung K.C., CT: Kim Y.S.
Coppa del Mondo FIFA 19861 Cho B.D., 2 Pak K.H., 3 Chung J.S., 4 Cho K.R., 5 Chung Y.H., 6 Lee T.H., 7 Kim J.B., 8 Cho Y.J., 9 Choi S.H., 10 Park C.S., 11 Cha B.K., 12 Kim P.S., 13 Noh S.J., 14 Cho M.K., 15 Yoo B.O., 16 Kim J.S., 17 Huh J.M., 18 Kim S.S., 19 Byung B.J., 20 Kim Y.S., 21 Oh Y.K., 22 Kang D.S., CT: Kim J.N.
Coppa del Mondo FIFA 19901 Kim P.J., 2 Park K.H., 3 Choi K.H., 4 Yoon D.Y., 5 Chung Y.H., 6 Lee T.H., 7 Noh S.J., 8 Chung H.W., 9 Hwangbo K., 10 Lee S.Y., 11 Byun B.J., 12 Lee H.S., 13 Chung J.S., 14 Choi S.H., 15 Cho M.K., 16 Kim J.S., 17 Gu S.B., 18 Hwang S.H., 19 Jeong G.D., 20 Hong M.B., 21 Choi I.Y., 22 Lee Y.J., CT: Lee H.T.
Coppa del Mondo FIFA 19941 Choi I.Y., 2 Chung J.S., 3 Lee J.H., 4 Kim P.K., 5 Park J.B., 6 Lee Y.J., 7 Shin H.G., 8 Noh J.Y., 9 Kim J.S., 10 Ko J.W., 11 Seo J.W., 12 Choi Y.I., 13 An I.S., 14 Choi D.S., 15 Cho J.H., 16 Ha S.J., 17 Gu S.B., 18 Hwang S.H., 19 Choi M.S., 20 Hong M.B., 21 Park C.W., 22 Lee W.J., CT: Kim H.
Coppa del Mondo FIFA 19981 Kim B.J., 2 Choi S.Y., 3 Lee L.S., 4 Choi Y.L., 5 Lee M.S., 6 Yoo S.C., 7 Kim D.K., 8 Noh J.Y., 9 Kim D.H., 10 Choi Y.S., 11 Seo J.W., 12 Lee S.H., 13 Kim T.Y., 14 Ko J.S., 15 Lee S.Y., 16 Jang H.S., 17 Ha S.J., 18 Hwang S.H., 19 Jang D.I., 20 Hong M.B., 21 Lee D.G., 22 Seo D.M., CT: Cha B.K. Kim P.S.
Coppa del Mondo FIFA 20021 Lee W.J., 2 Hyun Y.M., 3 Choi S.Y., 4 Choi J.C., 5 Kim N.I., 6 Yoo S.C., 7 Kim T.Y., 8 Choi T.U., 9 Seol K.H., 10 Lee Y.P., 11 Choi Y.S., 12 Kim B.J., 13 Lee E.Y., 14 Lee C.S., 15 Lee M.S., 16 Cha D.R., 17 Yoon J.H., 18 Hwang S.H., 19 Ahn J.H., 20 Hong M.B., 21 Park J.S., 22 Song C.G., 23 Choi E.S., CT: Hiddink
Coppa del Mondo FIFA 20061 Lee W.J., 2 Kim Y.C., 3 Kim D.J., 4 Choi J.C., 5 Kim N.I., 6 Kim J.K., 7 Park J.S., 8 Kim D.H., 9 Ahn J.H., 10 Park C.Y., 11 Seol K.H., 12 Lee Y.P., 13 Lee E.Y., 14 Lee C.S., 15 Baek J.H., 16 Chung K.H., 17 Lee H., 18 Kim S.S., 19 Cho J.J., 20 Kim Y.D., 21 Kim Y.K., 22 Song C.G., 23 Cho W.H., CT: Advocaat
Coppa del Mondo FIFA 20101 Lee W.J., 2 Oh B.S., 3 Kim H.I., 4 Cho Y.H., 5 Kim N.I., 6 Kim B.K., 7 Park J.S., 8 Kim J.W., 9 Ahn J.H., 10 Park C.Y., 11 Lee S.Y., 12 Lee Y.P., 13 Kim J.S., 14 Lee J.S., 15 Kim D.J., 16 Ki S.Y., 17 Lee C.Y., 18 Jung S.R., 19 Yeom K.H., 20 Lee D.G., 21 Kim Y.K., 22 Cha D.R., 23 Kang M.S., CT: Huh J.M.
Coppa del Mondo FIFA 20141 Jung S.R., 2 Kim C.S., 3 Yun S.Y., 4 Kwak T.H., 5 Kim Y.G., 6 Hwang S.H., 7 Kim B.K., 8 Ha D.S., 9 Son H.M., 10 Park C.Y., 11 Lee K.H., 12 Lee Y., 13 Koo J.C., 14 Han K.Y., 15 Park J.W., 16 Ki S.Y., 17 Lee C.Y., 18 Kim S.W., 19 Ji D.W., 20 Hong J.H., 21 Kim S.G., 22 Park J.H., 23 Lee B.Y., CT: Hong M.B.
Coppa del Mondo FIFA 20181 Kim S.G., 2 Lee Y., 3 Jeong S.H., 4 Oh B.S., 5 Yun Y.S., 6 Park J.H., 7 Son H.M., 8 Ju S.J., 9 Kim S.W., 10 Lee S.W., 11 Hwang H.C., 12 Kim M.W., 13 Koo J.C., 14 Hong C., 15 Jung W.Y., 16 Ki S.Y., 17 Lee J.S., 18 Moon S.M., 19 Kim Y.G., 20 Jang H.S., 21 Kim J.H., 22 Ko Y.H., 23 Jo H.W., CT: Shin T.Y.
Coppa del Mondo FIFA 20221 Kim S.G., 2 Yoon J.G., 3 Kim J.S., 4 Kim M.J., 5 Jung W.Y., 6 Hwang I.B., 7 Son H.M., 8 Paik S.H., 9 Cho G.S., 10 Lee J.S., 11 Hwang H.C., 12 Song B.K., 13 Son J.H., 14 Hong C., 15 Kim M.H., 16 Hwang U.J., 17 Na S.H., 18 Lee K.I., 19 Kim Y.G., 20 Kwon K.W., 21 Jo H.W., 22 Kwon C.H., 23 Kim T.H., 24 Cho Y.M., 25 Jeong W.Y., 26 Song M.K., CT: Bento

### Coppa d'Asia
Coppa d'Asia 1956P Ham H.C., P Park S.H., D Seok J.D., D Cha T.S., D Park J.S., D Son M.S., C Kim H.B., C Kim J.S., C Kim J.W., C Kim D.K., C Lee S.N., A Choi C.M., A Woo S.K., A Kim Y.J., A Sung N.W., A Choi K.S., A Park K.H., CT: Lee Y.H.
Coppa d'Asia 1960P Ham H.C., P Park S.H., D Kim H.B., D Lee E.S., D Cha T.S., D Kim C.K., C Kim S.H., C Son M.S., C Yoo K.J., C Chung S.C., C Moon J.S., A Lee S.M., A Cho Y.O., A Woo S.K., A Yoo P.S.., A Park K.H., A Um K.J, CT: Wui H.D.
Coppa d'Asia 1964P Yang W.S., P Oh I.B., D Kim J.S., D Cho N.S., D Seo S.O., D Park S.O., C Lee E.S., C Kim D.S., C Kim Y.Y, C Jung B.T., C Chung S.C., C Jang J.E., A Choi M.G., A Huh Y.J., A Lee S.M., A Jang S.W., A Bae K.S., CT: Lee Y.H.
Coppa d'Asia 19721 Lee S.Y., 2 Park Y.T., 3 Kim H., 4 Lee C.M., 5 Han S.K., 6 Ko J.W., 7 Chung H.S., 8 Lim T.J., 9 Kim I.K., 10 Park S.D., 11 Lee H.T., 12 Kim J.K., 13 Kim K.J., 14 Noh H.S., 15 Park L.C., 16 Hwang J.M., 17 Kim H.K., 18 Choi S.C., 19 Cha B.K., 21 Kwon Y.W., CT: Park B.S.
Coppa d'Asia 19801 Kim. H.H., 2 Kim J.P., 3 Hing S.H., 4 Cho K.R., 5 Kwon O.S., 6 Park S.H., 8 Cho Y.J., 9 Lee Y.M., 10 Shin H.H., 11 Lee J.I., 12 Choi J.D., 13 Chang W.R., 14 Lee T.Y., 15 Lee K.J., 16 Chung H.W., 18 Hwang S.K., 19 Yoon I.S., 20 Lee T.H., 21 Cho B.D., 22 Choi S.H., CT: Kim J.N.
Coppa d'Asia 19841 Choi I.Y., 2 Park K.H., 3 Chung J.S., 4 Kim P.S., 5 Chung Y.H., 6 Park S.H., 7 Jang J., 8 Lee T.H., 9 Huh J.M., 10 Park C.S., 11 Lee K.J., 12 Lee B.Y., 13 Choi J.H., 14 Byun B.j., 15 Yoo B.O., 16 Kim S.W., 17 Choi S.K., 18 Choi K.J., 19 Wang S.J., 20 Jeong G.D., 21 Cho Y.J., 22 Choi K.b., CT: Moon J.S.
Coppa d'Asia 19881 Cho B.D., 2 Park K.H., 3 Choi K.H., 4 Cho M.K., 5 Chung Y.H., 6 Lee T.H., 7 Noh S.J., 8 Chung H.W., 9 Hwangbo K., 10 Ham H.G., 11 Byun B.J., 12 Kim B.K., 13 Cho Y.H., 14 Hwang S.H., 15 Son H.S., 16 Kim J.S., 17 Gu S.B., 18 Kang T.S., 19 Yeo B.K., 20 Kim B.S., CT: Lee H.T.
Coppa d'Asia 19961 Kim B.J., 2 Kim P.K., 3 Park K.H., 4 Kang C., 5 Huh K.T., 6 Shin H.G., 7 Shin T.Y., 8 Roh S.R., 9 Kim D.H., 11 Ko J.W., 12 Lee K.H., 13 Park N.Y., 17 Ha S.J., 18 Hwang S.H., 19 Seo J.W., 20 Hong M.B., 21 Kim B.S., 22 Lee Y.J., 23 Yoo S.C., 24 Kim J.S., CT: Park J.H.
Coppa d'Asia 20001 Lee W.J., 2 Kang C., 3 Ha S.J., 4 Park J.S., 6 Yoo S.C., 7 Kim T.Y., 8 Yoon J.H., 9 Seol K.H., 10 Noh J.Y., 11 Lee D.G., 12 Lee Y.P., 15 Lee M.S., 16 Kim S.S., 17 Choi S.Y., 18 Kim Y.D., 19 Lee C.S., 20 Hong M.B., 21 Kim H.W., 23 Park J.S., 24 Park J.H., 28 Choi C.W., 30 Sim J.W., CT: Huh J.M.
Coppa d'Asia 20041 Lee W.J., 2 Park J.S., 3 Park J.H., 4 Choi J.C., 5 Kim N.I., 7 Kim T.Y., 9 Seol K.H., 10 Hyun Y.M., 12 Lee Y.P., 13 Lee E.Y., 14 Chung K.H., 15 Lee M.S., 16 Cha D.R., 17 Kim J.K., 18 Kim E.J., 19 Ahn J.H., 20 Lee D.G., 21 Park J.S., 23 Kim Y.D., 25 Park Y.S., 28 Kim J.K., 30 Cha G.S., CT: Bonfrère
Coppa d'Asia 20071 Lee W.J., 2 Song C.G., 3 Kim J.K., 5 Kim D.J., 6 Lee H., 7 Choi S.K., 8 Kim D.H., 9 Cho J.J., 10 Lee C.S., 11 Lee K.H., 12 Lee D.G., 13 Kim C.G., 14 Kim S.S., 15 Kim C.W., 16 Oh B.S., 17 Kim J.W., 18 Woo S.Y., 19 Yeom K.H., 20 Son D.H., 21 Kim Y.D., 22 Kang M.S., 23 Jung S.R., 27 Oh J.E., CT: Verbeek
Coppa d'Asia 20111 Jung S.R., 2 Choi H.J., 3 Hwang J.W., 4 Cho Y.H., 5 Kwak T.H., 6 Lee Y.R., 7 Park J.S., 8 Yoon B.G., 9 Yoo B.S., 10 Ji D.W., 11 Son H.M., 12 Lee Y.P., 13 Koo J.C., 14 Lee J.S., 15 Hong J.H., 16 Ki S.Y., 17 Lee C.Y., 18 Kim B.K., 19 Yeom K.H., 20 Kim S.W., 21 Kim Y.D., 22 Cha D.R., 23 Kim J.H., CT: Cho K.R.
Coppa d'Asia 20151 Jung S.R., 2 Kim C.S., 3 Kim J.S., 4 Kim J.Y., 5 Kwak T.W., 6 Park J.H., 7 Son H.M., 8 Kim M.W., 9 Cho Y.C., 10 Nam T.H., 11 Lee K.H., 12 Han K.W., 13 Koo J.C., 14 Han K.Y., 15 Lee M.J., 16 Ki S.Y., 17 Lee C.Y., 18 Lee J.H., 19 Kim Y.G., 20 Jang H.S., 21 Kim S.G., 22 Cha D.R., 23 Kim J.H., CT: Stielike
Coppa d'Asia 20191 Kim S.G., 2 Lee Y., 3 Kim J.S., 4 Kim M.J., 5 Jung W.Y., 6 Hwang I.B., 7 Son H.M., 8 Ju S.J., 9 Ji D.W, 10 Lee J.S., 11 Hwang H.C., 12 Lee S.W., 13 Koo J.C., 14 Hong C., 15 Jeong S.H., 16 Ki S.Y., 17 Lee C.Y., 18 Hwang U.J., 19 Kim Y.G., 20 Kwon K.W., 21 Kim J.H., 22 Kim M.H., 23 Jo H.W., CT: Bento
Coppa d'Asia 20231 Kim S.G., 2 Lee K.J., 3 Kim J.S., 4 Kim M.J., 5 Park Y.W., 6 Hwang I.B., 7 Son H.M., 8 Hong H.S., 9 Cho G.S., 10 Lee J.S., 11 Hwang H.C., 12 Song B.K., 13 Lee S.M., 14 Moon S.M., 15 Jeong S.H., 16 Park J.S., 17 Jeong W.Y., 18 Lee K.I., 19 Kim Y.G., 20 Oh H.G., 21 Jo H.W., 22 Seol Y.W., 23 Kim T.H., 24 Kim J.S., 25 Kim J.S., 26 Yang H.J., CT: Klinsmann

### Gold Cup
CONCACAF Gold Cup 20001 Kim B.J., 2 Kang C., 4 Seo D.W., 5 Lee L.S., 6 Yoo S.C., 7 Kim T.Y., 8 Noh J.Y., 11 Ahn J.H., 12 Lee Y.P., 14 Yoon J.H., 15 Lee M.S., 16 Kim D.K., 17 Park J.S., 18 Hwang S.H., 19 Lee D.G., 20 Hong M.B., 23 Park J.H., 24 Seol K.H., 25 Kim Y.D., CT: Huh J.M.
CONCACAF Gold Cup 20021 Kim B.J., 2 Choi S.Y., 3 Hyun Y.M., 4 Kim T.Y., 5 Kim N.I., 7 Song C.G., 8 Kim D.H., 9 Choi Y.S., 10 Hwang S.H., 11 Lee C.S., 12 Lee W.J., 13 Lee E.Y., 14 Kim D.K., 15 Choi J.C., 16 Park J.S., 17 Lee Y.P., 18 Yoo S.C., 19 Choi T.U., 20 Cha D.R., 21 An H.Y., 22 Lee D.G., 24 Kim S.S., CT: Hiddink

### Confederations Cup
FIFA Confederations Cup 20011 Lee W.J., 2 Kang C., 3 Choi S.Y., 4 Song C.G., 5 Park Y.H., 6 Yoo S.C., 7 Kim T.Y., 8 Yoon J.H., 9 Kim D.H., 10 Choi Y.S., 11 Seol K.H., 12 Kim Y.D., 13 Seo D.K., 14 Seo D.W., 15 Lee M.S., 16 An H.Y., 17 Ha S.J., 18 Hwang S.H., 19 Lee Y.P., 20 Hong M.B., 21 Park J.S., 22 Ko J.S., 23 Choi E.S., CT: Hiddink

### Giochi olimpici
Calcio ai Giochi Olimpici Estivi 1948P Cha S.C., P Hong D.J., D Lee S.D., D Park D.J., D Park K.C., C Choi S.G., C Kim K.H., C Lee Y.H., C Min B.D., A An J.S., A Bai C.G., A Chung K.C., A Chung N.S., A Kim Y.S., A Oh K.W., A Woo Z.W., CT: Lee Y.M.
NOTA: per le informazioni sulle rose successive al 1948 visionare la pagina della Nazionale olimpica.

## Rosa attuale
Lista dei giocatori convocati per le partite di Qualificazioni al campionato mondiale di calcio 2026.
contro la Thailandia il 21 e 26 marzo 2024.
| 12 | P | Lee Chang-geun  | 30 settembre 1990 | 72  | -55 | Daejeon Hana Citizen   |  |  |
| 21 | P | Jo Hyeon-woo    | 25 settembre 1991 | 22  | -23 | Ulsan Hyundai          |  |  |
| 1  | P | Song Bum-keun   | 15 ottobre 1997   | 1   | 0   | Shonan Bellmare        |  |  |
|    |   |                 |                   |     |     |                        |  |  |
| 19 | D | Kim Young-gwon  | 27 febbraio 1990  | 100 | 7   | Ulsan Hyundai          |  |  |
| 3  | D | Kim Jin-su      | 13 giugno 1992    | 67  | 2   | Jeonbuk Hyundai Motors |  |  |
| 4  | D | Kim Min-jae     | 15 novembre 1996  | 53  | 4   | Bayern                 |  |  |
| 2  | D | Lee Myung-jae   | 4 novembre 1993   | 1   | 0   | Ulsan Hyundai          |  |  |
| 20 | D | Kwon Kyung-won  | 31 gennaio 1992   | 30  | 2   | Suwon FC               |  |  |
| 15 | D | Kim Moon-hwan   | 1º agosto 1995    | 26  | 0   | Al-Duhail              |  |  |
| 22 | D | Seol Young-woo  | 5 dicembre 1998   | 16  | 0   | Ulsan Hyundai          |  |  |
| 23 | D | Cho Yu-min      | 17 novembre 1996  | 5   | 0   | Sharjah                |  |  |
|    |   |                 |                   |     |     |                        |  |  |
| 7  | C | Son Heung-min   | 8 luglio 1992     | 127 | 48  | Tottenham              |  |  |
| 10 | C | Lee Jae-sung    | 10 agosto 1992    | 86  | 11  | Magonza                |  |  |
| 5  | C | Park Jin-seop   | 23 ottobre 1995   | 6   | 1   | Jeonbuk Hyundai Motors |  |  |
| 6  | C | Hwang In-beom   | 20 settembre 1996 | 41  | 4   | Stella Rossa           |  |  |
| 13 | C | Hong Hyun-seok  | 12 agosto 1996    | 11  | 0   | Gent                   |  |  |
| 14 | C | Jeong Ho-yeon   | 12 maggio 1992    | 1   | 0   | Gwangju                |  |  |
| 8  | C | Paik Seung-ho   | 17 marzo 1997     | 17  | 3   | Birmingham City        |  |  |
| 11 | C | Song Min-kyu    | 12 settembre 1999 | 13  | 1   | Jeonbuk Hyundai Motors |  |  |
| 18 | C | Lee Kang-in     | 19 febbraio 2001  | 27  | 7   | PSG                    |  |  |
| 17 | C | Jeong Woo-yeong | 20 settembre 1999 | 22  | 4   | Stoccarda              |  |  |
|    |   |                 |                   |     |     |                        |  |  |
| 16 | A | Joo Min-kyu     | 13 aprile 1990    | 2   | 0   | Ulsan Hyundai          |  |  |
| 9  | A | Cho Gue-sung    | 25 gennaio 1998   | 39  | 9   | Midtjylland            |  |  |

## Record

### Statistiche individuali
Di seguito i primatisti di presenze e reti con la nazionale sudcoreana. In grassetto i giocatori ancora in attività in nazionale.
Aggiornato al 20 marzo 2025.
| Pos. | Giocatore      | Presenze | Reti | Periodo   |
| ---- | -------------- | -------- | ---- | --------- |
| 1    | Hong Myung-bo  | 136      | 10   | 1990-2002 |
| 2    | Lee Woon-jae   | 134      | 0    | 1994-2010 |
| 3    | Son Heung-min  | 132      | 51   | 2010-     |
| 4    | Cha Bum-kun    | 130      | 56   | 1972-1986 |
| 5    | Lee Young-pyo  | 127      | 5    | 1999-2011 |
| 6    | Yoo Sang-chul  | 124      | 28   | 1994-2005 |
| 7    | Kim Ho-kon     | 121      | 4    | 1971-1979 |
| 8    | Ki Sung-yueng  | 112      | 10   | 2008-2019 |
| 9    | Kim Tae-young  | 106      | 3    | 1992-2004 |
| 10   | Hwang Sun-hong | 105      | 52   | 1988-2002 |
| 10   | Lee Dong-gook  | 105      | 33   | 1998-2017 |

| #  | Giocatore      | Reti | Presenze | Periodo   |
| -- | -------------- | ---- | -------- | --------- |
| 1  | Cha Bum-kun    | 56   | 130      | 1972-1986 |
| 2  | Son Heung-min  | 51   | 132      | 2010-     |
| 3  | Hwang Sun-hong | 50   | 103      | 1988-2002 |
| 4  | Park Lee-chun  | 36   | 89       | 1969-1974 |
| 5  | Kim Jae-han    | 33   | 58       | 1972-1979 |
| 5  | Lee Dong-gook  | 33   | 105      | 1998-2017 |
| 7  | Huh Jung-moo   | 30   | 103      | 1974-1986 |
| 7  | Choi Soon-ho   | 30   | 97       | 1980-1991 |
| 7  | Kim Do-hoon    | 30   | 72       | 1994-2003 |
| 10 | Kim Jin-kook   | 27   | 97       | 1972-1977 |
| 10 | Lee Young-moo  | 27   | 85       | 1975-1981 |
| 10 | Choi Yong-soo  | 27   | 69       | 1995-2003 |

Di seguito i capitani ai campionati mondiali di calcio disputati dalla Corea del Sud.
| #  | Giocatore       | Mondiale | Presenze | Reti |
| -- | --------------- | -------- | -------- | ---- |
| 1  | Chu Yung-kwang  | 1954     | 7        | 0    |
| 2  | Park Chang-sun  | 1986     | 34       | 9    |
| 3  | Chung Yong-hwan | 1990     | 86       | 3    |
| 4  | Choi In-young   | 1994     | 51       | 0    |
| 5  | Choi Yong-il    | 1998     | 55       | 0    |
| 6  | Hong Myung-bo   | 2002     | 136      | 10   |
| 7  | Lee Woon-jae    | 2006     | 133      | 0    |
| 8  | Park Ji-sung    | 2010     | 100      | 13   |
| 9  | Koo Ja-cheol    | 2014     | 77       | 19   |
| 10 | Ki Sung-yueng   | 2018     | 112      | 10   |

### Record di squadra
La Corea del Sud giocò la sua prima partita ufficiale il 2 agosto 1948 a Londra contro il Messico, vincendo per 5-3. La vittoria con maggiore scarto di reti la ottenne nella partita giocata il 29 settembre 2003 a Incheon contro il Nepal, battuto con il punteggio di 16-0. La sconfitta con maggiore differenza di reti della Corea del Sud risale alla partita contro la Svezia giocata nella capitale britannica il 5 agosto 1948: il punteggio fu di 12-0.
La Corea del Sud ha disputato 10 fasi finali del campionato mondiale. La sua prima presenza nella fase finale risale a Svizzera 1954. La prima vittoria in una fase finale del campionato del mondo arrivò all'esordio nell'edizione casalinga del 2002: 2-0 contro la Polonia, con reti di Hwang Sun-hong (26') e Yoo Sang-chul (53'). Il miglior piazzamento in un mondiale è il quarto posto nello stesso campionato giocato in casa nel 2002, unica nazionale asiatica ad avere, finora, raggiunto questo risultato.
La Corea del Sud ha partecipato inoltre a 13 edizioni della Coppa d'Asia vincendone 2 (nel 1956 e nel 1960). La sua prima apparizione nella Coppa d'Asia risale all'edizione del 1956.

#### Confronti con le altre nazionali
Dati aggiornati al 19 novembre 2018.
| Nazionale            | G  | V  | N  | P  | RF  | RS | DR  | % vittorie | Confederazione |
| -------------------- | -- | -- | -- | -- | --- | -- | --- | ---------- | -------------- |
| Afghanistan          | 1  | 1  | 0  | 0  | 8   | 2  | +6  | 100,00&    | AFC            |
| Algeria              | 2  | 1  | 0  | 1  | 4   | 4  | +0  | 50,00      | CAF            |
| Angola               | 1  | 1  | 0  | 0  | 1   | 0  | +1  | 100,00&    | CAF            |
| Argentina            | 3  | 0  | 0  | 3  | 2   | 8  | −6  | &0,00      | CONMEBOL       |
| Australia            | 28 | 8  | 11 | 9  | 28  | 28 | +0  | 28,57      | AFC            |
| Bahrein              | 17 | 11 | 4  | 2  | 37  | 13 | +24 | 64,71      | AFC            |
| Bangladesh           | 2  | 2  | 0  | 0  | 13  | 0  | +13 | 100,00&    | AFC            |
| Bielorussia          | 1  | 0  | 0  | 1  | 0   | 1  | −1  | &0,00      | UEFA           |
| Belgio               | 4  | 0  | 1  | 3  | 2   | 6  | −4  | &0,00      | UEFA           |
| Bolivia              | 3  | 1  | 2  | 0  | 1   | 0  | +1  | 33,33      | CONMEBOL       |
| Bosnia ed Erzegovina | 2  | 1  | 0  | 1  | 3   | 3  | +0  | 50,00      | UEFA           |
| Brasile              | 6  | 1  | 0  | 5  | 4   | 11 | −7  | 16,67      | CONMEBOL       |
| Brunei               | 1  | 1  | 0  | 0  | 3   | 0  | +3  | 100,00&    | AFC            |
| Bulgaria             | 2  | 0  | 1  | 1  | 1   | 2  | −1  | &0,00      | UEFA           |
| Burkina Faso         | 1  | 1  | 0  | 0  | 1   | 0  | +1  | 100,00&    | CAF            |
| Cambogia             | 7  | 6  | 0  | 1  | 22  | 4  | +18 | 85,71      | AFC            |
| Camerun              | 4  | 2  | 2  | 0  | 9   | 3  | +6  | 50,00      | CAF            |
| Canada               | 5  | 2  | 1  | 2  | 5   | 4  | +1  | 40,00      | CONCACAF       |
| Cile                 | 2  | 0  | 1  | 1  | 0   | 1  | −1  | &0,00      | CONMEBOL       |
| Cina                 | 34 | 19 | 13 | 2  | 48  | 26 | +22 | 55,88      | AFC            |
| Taipei cinese        | 21 | 14 | 1  | 6  | 50  | 19 | +31 | 66,67      | AFC            |
| Colombia             | 7  | 4  | 2  | 1  | 12  | 7  | +5  | 57,14      | CONMEBOL       |
| Costa Rica           | 9  | 4  | 2  | 3  | 11  | 10 | +1  | 44,44      | CONCACAF       |
| Croazia              | 7  | 2  | 2  | 3  | 7   | 11 | −4  | 28,57      | UEFA           |
| Cuba                 | 1  | 0  | 1  | 0  | 0   | 0  | +0  | &0,00      | CONCACAF       |
| Rep. Ceca            | 3  | 1  | 1  | 1  | 4   | 8  | −4  | 33,33      | UEFA           |
| Cecoslovacchia       | 3  | 0  | 2  | 1  | 1   | 6  | −5  | &0,00      | UEFA           |
| Danimarca            | 2  | 0  | 1  | 1  | 1   | 3  | −2  | &0,00      | UEFA           |
| Ecuador              | 2  | 1  | 0  | 1  | 3   | 2  | +1  | 50,00      | CONMEBOL       |
| Egitto               | 17 | 5  | 7  | 5  | 14  | 20 | −6  | 29,41      | CAF            |
| Inghilterra          | 1  | 0  | 1  | 0  | 1   | 1  | +0  | &0,00      | UEFA           |
| Finlandia            | 3  | 3  | 0  | 0  | 5   | 0  | +5  | 100,00&    | UEFA           |
| Francia              | 3  | 0  | 1  | 2  | 3   | 9  | −6  | &0,00      | UEFA           |
| Georgia              | 1  | 0  | 1  | 0  | 2   | 2  | +0  | &0,00      | UEFA           |
| Germania             | 4  | 2  | 0  | 2  | 7   | 5  | +2  | 50,00      | UEFA           |
| Ghana                | 6  | 3  | 0  | 3  | 8   | 11 | −3  | 50,00      | CAF            |
| Grecia               | 4  | 3  | 1  | 0  | 6   | 1  | +5  | 75,00      | UEFA           |
| Guam                 | 1  | 1  | 0  | 0  | 9   | 0  | +9  | 100,00&    | AFC            |
| Guatemala            | 3  | 1  | 1  | 1  | 4   | 3  | +1  | 33,33      | CONCACAF       |
| Haiti                | 1  | 1  | 0  | 0  | 4   | 1  | +3  | 100,00&    | CONCACAF       |
| Honduras             | 3  | 3  | 0  | 0  | 9   | 0  | +9  | 100,00&    | CONCACAF       |
| Hong Kong            | 27 | 20 | 5  | 2  | 64  | 21 | +43 | 74,07      | AFC            |
| Ungheria             | 2  | 0  | 0  | 2  | 0   | 10 | −10 | &0,00      | UEFA           |
| India                | 19 | 14 | 2  | 3  | 48  | 12 | +36 | 73,68      | AFC            |
| Indonesia            | 37 | 31 | 4  | 2  | 88  | 19 | +69 | 83,78      | AFC            |
| Iran                 | 31 | 9  | 9  | 13 | 33  | 33 | +0  | 29,03      | AFC            |
| Iraq                 | 20 | 7  | 11 | 2  | 23  | 14 | +9  | 35,00      | AFC            |
| Israele              | 11 | 5  | 4  | 2  | 17  | 12 | +5  | 45,45      | UEFA           |
| Italia               | 2  | 1  | 0  | 1  | 4   | 4  | +0  | 50,00      | UEFA           |
| Costa d'Avorio       | 1  | 1  | 0  | 0  | 2   | 0  | +2  | 100,00&    | CAF            |
| Giamaica             | 4  | 2  | 2  | 0  | 7   | 3  | +4  | 50,00      | CONCACAF       |
| Giappone             | 78 | 41 | 23 | 14 | 122 | 70 | +52 | 52,56      | AFC            |
| Giordania            | 5  | 3  | 2  | 0  | 5   | 2  | +3  | 60,00      | AFC            |
| Kazakistan           | 2  | 1  | 1  | 0  | 4   | 1  | +3  | 50,00      | UEFA           |
| Kuwait               | 24 | 12 | 4  | 8  | 30  | 20 | +10 | 50,00      | AFC            |
| Kirghizistan         | 1  | 1  | 0  | 0  | 1   | 0  | +1  | 100,00&    | AFC            |
| Laos                 | 5  | 5  | 0  | 0  | 28  | 0  | +28 | 100,00&    | AFC            |
| Lettonia             | 2  | 2  | 0  | 0  | 2   | 0  | +2  | 100,00&    | UEFA           |
| Libano               | 13 | 9  | 3  | 1  | 24  | 4  | +20 | 69,23      | AFC            |
| Libia                | 1  | 1  | 0  | 0  | 4   | 0  | +4  | 100,00&    | CAF            |
| Macao                | 3  | 3  | 0  | 0  | 11  | 2  | +9  | 100,00&    | AFC            |
| Macedonia del Nord   | 2  | 1  | 1  | 0  | 4   | 3  | +1  | 50,00      | UEFA           |
| Malaysia             | 46 | 26 | 12 | 8  | 78  | 42 | +36 | 56,52      | AFC            |
| Maldive              | 2  | 1  | 1  | 0  | 2   | 0  | +2  | 50,00      | AFC            |
| Mali                 | 1  | 1  | 0  | 0  | 3   | 1  | +2  | 100,00&    | CAF            |
| Malta                | 2  | 1  | 1  | 0  | 3   | 2  | +1  | 50,00      | UEFA           |
| Messico              | 13 | 4  | 2  | 7  | 16  | 26 | −10 | 30,77      | CONCACAF       |
| Moldavia             | 1  | 1  | 0  | 0  | 1   | 0  | +1  | 100,00&    | UEFA           |
| Mongolia             | 1  | 1  | 0  | 0  | 6   | 0  | +6  | 100,00&    | AFC            |
| Marocco              | 2  | 0  | 1  | 1  | 3   | 5  | −2  | &0,00      | CAF            |
| Birmania             | 27 | 15 | 7  | 5  | 42  | 15 | +27 | 55,56      | AFC            |
| Nepal                | 7  | 7  | 0  | 0  | 53  | 0  | +53 | 100,00&    | AFC            |
| Paesi Bassi          | 2  | 0  | 0  | 2  | 0   | 7  | −7  | &0,00      | UEFA           |
| Nuova Zelanda        | 7  | 6  | 1  | 0  | 10  | 1  | +9  | 85,71      | OFC            |
| Nigeria              | 5  | 3  | 2  | 0  | 9   | 6  | +3  | 60,00      | CAF            |
| Corea del Nord       | 17 | 7  | 9  | 1  | 14  | 6  | +8  | 41,18      | AFC            |
| Irlanda del Nord     | 1  | 0  | 0  | 1  | 1   | 2  | −1  | &0,00      | UEFA           |
| Norvegia             | 4  | 1  | 1  | 2  | 5   | 6  | −1  | 25,00      | UEFA           |
| Oman                 | 5  | 4  | 0  | 1  | 10  | 4  | +6  | 80,00      | AFC            |
| Pakistan             | 2  | 2  | 0  | 0  | 13  | 0  | +13 | 100,00&    | AFC            |
| Panama               | 1  | 0  | 1  | 0  | 2   | 2  | +0  | &0,00      | CONCACAF       |
| Paraguay             | 6  | 2  | 3  | 1  | 6   | 5  | +1  | 33,33      | CONMEBOL       |
| Perù                 | 2  | 0  | 1  | 1  | 0   | 4  | −4  | &0,00      | CONMEBOL       |
| Filippine            | 8  | 8  | 0  | 0  | 37  | 0  | +37 | 100,00&    | AFC            |
| Polonia              | 2  | 1  | 0  | 1  | 4   | 3  | +1  | 50,00      | UEFA           |
| Portogallo           | 1  | 1  | 0  | 0  | 1   | 0  | +1  | 100,00&    | UEFA           |
| Qatar                | 10 | 5  | 2  | 3  | 17  | 12 | +5  | 50,00      | AFC            |
| Romania              | 1  | 0  | 0  | 1  | 1   | 2  | −1  | &0,00      | UEFA           |
| Russia               | 3  | 0  | 1  | 2  | 4   | 7  | −3  | &0,00      | UEFA           |
| Arabia Saudita       | 17 | 4  | 8  | 5  | 18  | 17 | +1  | 23,53      | AFC            |
| Scozia               | 1  | 1  | 0  | 0  | 4   | 1  | +3  | 100,00&    | UEFA           |
| Senegal              | 4  | 1  | 1  | 2  | 3   | 4  | −1  | 25,00      | CAF            |
| Serbia               | 8  | 1  | 4  | 3  | 5   | 8  | −3  | 12,50      | UEFA           |
| Singapore            | 27 | 22 | 3  | 2  | 88  | 20 | +68 | 81,48      | AFC            |
| Slovacchia           | 1  | 0  | 1  | 0  | 0   | 0  | +0  | &0,00      | UEFA           |
| Vietnam del Sud      | 18 | 11 | 6  | 1  | 43  | 19 | +24 | 61,11      | AFC            |
| Yemen del Sud        | 2  | 1  | 1  | 0  | 4   | 1  | +3  | 50,00      | AFC            |
| Spagna               | 6  | 0  | 2  | 4  | 5   | 16 | −11 | &0,00      | UEFA           |
| Sri Lanka            | 2  | 2  | 0  | 0  | 14  | 0  | +14 | 100,00&    | AFC            |
| Sudan                | 1  | 1  | 0  | 0  | 8   | 0  | +8  | 100,00&    | CAF            |
| Svezia               | 5  | 0  | 2  | 3  | 3   | 18 | −15 | &0,00      | UEFA           |
| Svizzera             | 2  | 1  | 0  | 1  | 2   | 3  | −1  | 50,00      | UEFA           |
| Siria                | 8  | 4  | 3  | 1  | 8   | 4  | +4  | 50,00      | AFC            |
| Tagikistan           | 1  | 1  | 0  | 0  | 4   | 1  | +3  | 100,00&    | AFC            |
| Thailandia           | 45 | 30 | 7  | 8  | 92  | 36 | +56 | 66,67      | AFC            |
| Togo                 | 1  | 1  | 0  | 0  | 2   | 1  | +1  | 100,00&    | CAF            |
| Trinidad e Tobago    | 1  | 0  | 1  | 0  | 1   | 1  | +0  | &0,00      | CONCACAF       |
| Tunisia              | 2  | 0  | 1  | 1  | 0   | 1  | −1  | &0,00      | CAF            |
| Turchia              | 7  | 1  | 2  | 4  | 4   | 13 | −9  | 14,29      | UEFA           |
| Turkmenistan         | 4  | 3  | 0  | 1  | 11  | 4  | +7  | 75,00      | AFC            |
| Ucraina              | 2  | 2  | 0  | 0  | 3   | 0  | +3  | 100,00&    | UEFA           |
| Emirati Arabi Uniti  | 19 | 12 | 5  | 2  | 37  | 13 | +24 | 63,16      | AFC            |
| Stati Uniti          | 11 | 5  | 3  | 3  | 10  | 8  | +2  | 45,45      | CONCACAF       |
| Uruguay              | 8  | 1  | 1  | 6  | 6   | 13 | −7  | 12,50      | CONMEBOL       |
| Uzbekistan           | 16 | 11 | 4  | 1  | 34  | 14 | +20 | 68,75      | AFC            |
| Venezuela            | 1  | 1  | 0  | 0  | 3   | 1  | +2  | 100,00&    | CONMEBOL       |
| Vietnam              | 6  | 5  | 0  | 1  | 17  | 2  | +15 | 83,33      | AFC            |
| Yemen                | 1  | 1  | 0  | 0  | 6   | 0  | +6  | 100,00&    | AFC            |
| Jugoslavia           | 2  | 0  | 0  | 2  | 2   | 8  | −6  | &0,00      | UEFA           |
| Zambia               | 4  | 2  | 0  | 2  | 10  | 8  | +2  | 50,00      | CAF            |